# The Fray
The Fray (englisch für „das Gefecht“, „die Auseinandersetzung“) ist eine US-amerikanische Indie-Rockband aus Denver.

## Bandgeschichte

### Entstehung und frühe Anfänge
Slade trat einer Band namens Ember bei, zu der auch seine späteren The-Fray-Band-Mitglieder Dave Welsh und Ben Wysocki gehörten. Kurz darauf wurde die Band aufgelöst. Im Sommer 2002 traf Slade seinen früheren Schulfreund zufällig in einem Plattenladen. Die beiden machten regelmäßig Jam-Sessions, was dazu führte, dass sie anfingen Songs zu schreiben. Später kamen Slades jüngerer Bruder Caleb am Bass hinzu und Zach Johnson am Schlagzeug. Kurz darauf verließ Johnson die Gruppe, um eine Kunstschule in New York zu besuchen, und Caleb wurde gefeuert. Dies verursachte einen Riss in der Beziehung zwischen Slade und seinem Bruder, der zu der Hit-Single Over My Head (Cable Car) inspirierte.
Zu Beginn besaß The Fray keinen offiziellen Bassisten, jedoch steht bei ihren Konzerten Jimmy Stofer am Bass. Über eine eventuelle Aufnahme von Jimmy Stofer ließ The Fray noch nichts verlauten. Stofer ist auch im Video von Over My Head (Cable Car) zu sehen.
Ben Wysocki und Dave Welsh taten sich noch einmal mit Slade zusammen, um mit ihm und Joe King The Fray zu bilden. Im selben Jahr wurde von der neu formierten Gruppe Movement EP veröffentlicht. Im Jahr 2003 veröffentlichten sie Reason EP. Es erschienen dort einige lokale Kritiken, besonders durch Denvers Westword alternative newsweekly. Trotz dieser Bewertungen kämpfte die Band, um eine Single auf den Markt zu bringen. Die Denver Radio Station KTCL lehnte acht der von The Fray eingeschickten Songs ab, bis die Band sich entschied, Cable Car einzusenden. The Fray spielten diesen Song auf einer örtlichen Radioshow von KTCL und der Radiosender erhielt kurz darauf eine große Anzahl von Anfragen für den Song. Bis Ende 2005 wurde er einer der meistgespielten Songs auf KTCL.

### Erfolg beim breiten Publikum
Die Band unterschrieb ihren Vertrag mit Epic und ihr Debütalbum How to Save a Life erschien am 13. September 2005 in den USA, am 27. Oktober 2006 schließlich auch in Deutschland, am 22. September war allerdings bereits die Single Over My Head (Cable Car) in Deutschland erhältlich. Dieses Album brachte ihnen den Erfolg bei einem breiteren Publikum.
Abgesehen vom Leadsingen und Piano spielen, schrieb Slade die Liedtexte zu diesem Album basierend auf eigenen Erlebnissen, insbesondere die der ersten beiden Singles, Over My Head (Cable Car) und How to Save a Life, die am meisten zu ihrem Erfolg beitrugen.
Over My Head (Cable Car), die erste Single des Albums, wurde von Isaac basierend auf seiner Beziehung zu Bruder Caleb geschrieben:

“It is about a fight I got in with my brother, Caleb. After he graduated high school, we drifted apart and really hadn’t spoken in a long time. One day we both realized that we needed to fight it out. We’d been friends for twenty years. That’s a long time when you’re only 23 years old. We fought it out, and he’s one of my best friends today.”

Während der Song international in den Charts landete (er war in den Top 25 mehrerer Länder zu finden), war er ein großer Hit im Heimatland der Band, in dem er in die Top 10 der Billboard Charts stieg.
Die zweite Single und auch der Titeltrack des Albums, How to Save a Life, wurde von Slade basierend auf eine Erfahrung verfasst, die er als Mentor in einem Camp für Teenager mit schwerwiegenden Problemen machte, Shelterwood in Denver:

“One of the youngsters I was paired up with was a musician. Here I was, a protected suburbanite, and he was just 17 and had all these problems. He was a recovering addict, coming out of a really tough teenage life. Thankfully, he was on his way out of that life, so he was able to really look back with some objectivity. The song is more of a memoir about his slow motion descent and all the relationships he lost along the way.”

Der Song erreichte Platz 3 der Hot 100 Charts und hatte weltweiten Erfolg, er stieg außerdem in die Top 5 vieler anderer Länder. Das Lied ist der berühmteste Hit der Band und erfreut sich weltweiter Bekanntheit.
Abgesehen von Over My Head (Cable Car) und How to Save a Life, schrieb Slade Look After You, die dritte Single, für seine damalige Freundin und heutige Frau Anna, während sie in Australien lebte.
Am 7. Dezember 2006 wurde die Band für zwei Grammys nominiert: in den Kategorien „Best Pop Performance by a Duo or Group with Vocals“ (Over My Head (Cable Car)) und „Best Rock Performance by a Duo or Group with Vocals“ (How to Save a Life).
Das zweite Studioalbum, The Fray, erschien am 3. Februar 2009 in den Vereinigten Staaten. Die erste Singleauskopplung daraus ist der Song You Found Me. Wieder schrieb Slade die Lieder basierend auf persönlichen Erfahrungen, besonders You Found Me. Er erklärte die Bedeutung des Songs in einem Interview:

“You Found Me is a tough song for me. It started from just a song with a lot of hate towards God. More of questions, "why" It’s about the disappointment, the heartache, the let down that comes with life. Sometimes you’re let down, sometimes you’re the one who lets someone else down. It gets hard to know who you can trust, who you can count on. This song came out of a tough time, and I’m still right in the thick of it. There’s some difficult circumstances my family and friends have been going through over the past year or so and can be overwhelming. It wears on me. It demands so much of my faith to keep believing, keep hoping in the unseen. Sometimes the tunnel has a light at the end, but usually they just look black as night. This song is about that feeling, and the hope that I still have, buried deep in my chest.”

Das Lied erreichte die Top 10 der Hot 100 Charts. You Found Me war eine der erfolgreichsten Singles 2009 in den USA und nach Over My Head (Cable Car) und How to Save a Life die dritte Single der Band, die mehr als 2 Millionen Downloads allein in den USA erreichte.
Im Mai 2009 gab The Fray drei Konzerte in Deutschland.
Im Sommer 2014 nahm der australische DJ und Produzent Jiggers den größten Erfolg der Band How to Save a Life neu auf. Der Remix, unterlegt mit einem Housebeat, wurde ein großer Erfolg. Er wurde auf Youtube innerhalb von wenigen Wochen mehrere Millionen Mal aufgerufen.
Am 12. März 2022, hat der Sänger Isaac Slade bekannt gegeben, dass er die Band verlassen wird. Sein letzter Auftritt mit der Band war am 14. Mai 2022, im Genesee Theatre in Waukegan, Illinois.

## Diskografie

### Studioalben
| Jahr | Titel Musiklabel                           | Höchstplatzierung, Gesamtwochen, AuszeichnungChartplatzierungen (Jahr, Titel, Musiklabel, Platzierungen, Wochen, Auszeichnungen, Anmerkungen) | Höchstplatzierung, Gesamtwochen, AuszeichnungChartplatzierungen (Jahr, Titel, Musiklabel, Platzierungen, Wochen, Auszeichnungen, Anmerkungen) | Höchstplatzierung, Gesamtwochen, AuszeichnungChartplatzierungen (Jahr, Titel, Musiklabel, Platzierungen, Wochen, Auszeichnungen, Anmerkungen) | Höchstplatzierung, Gesamtwochen, AuszeichnungChartplatzierungen (Jahr, Titel, Musiklabel, Platzierungen, Wochen, Auszeichnungen, Anmerkungen) | Höchstplatzierung, Gesamtwochen, AuszeichnungChartplatzierungen (Jahr, Titel, Musiklabel, Platzierungen, Wochen, Auszeichnungen, Anmerkungen) | Anmerkungen                              |
| Jahr | Titel Musiklabel                           | DE | AT | CH | UK | US | Anmerkungen                              |
| ---- | ------------------------------------------ | --- | --- | --- | --- | --- | ---------------------------------------- |
| 2005 | How to Save a Life Epic Records (Sony BMG) | DE56 Gold · (3 Wo.)DE | — | CH57 (16 Wo.)CH | UK4 Platin · (30 Wo.)UK | US14 ×4Vierfachplatin · (92 Wo.)US | Erstveröffentlichung: 13. September 2005 |
| 2009 | The Fray Epic Records (Sony)               | DE46 (4 Wo.)DE | AT49 (2 Wo.)AT | CH47 (6 Wo.)CH | UK8 Silber · (3 Wo.)UK | US1 ×2Doppelplatin · (50 Wo.)US | Erstveröffentlichung: 3. Februar 2009    |
| 2012 | Scars & Stories Epic Records (Sony)        | DE45 (1 Wo.)DE | — | CH32 (2 Wo.)CH | UK44 (1 Wo.)UK | US4 (16 Wo.)US | Erstveröffentlichung: 7. Februar 2012    |
| 2014 | Helios Epic Records (Sony)                 | DE43 (1 Wo.)DE | AT42 (1 Wo.)AT | CH48 (1 Wo.)CH | UK51 (1 Wo.)UK | US8 (6 Wo.)US | Erstveröffentlichung: 25. Februar 2014   |

### Livealben
- 2006: Live at the Electric Factory
- 2007: Acoustic in Nashville
- 2009: Live from the 9:30 Club

### Kompilationen
| Jahr | Titel Musiklabel                                        | Höchstplatzierung, Gesamtwochen, AuszeichnungChartplatzierungen (Jahr, Titel, Musiklabel, Platzierungen, Wochen, Auszeichnungen, Anmerkungen) | Höchstplatzierung, Gesamtwochen, AuszeichnungChartplatzierungen (Jahr, Titel, Musiklabel, Platzierungen, Wochen, Auszeichnungen, Anmerkungen) | Höchstplatzierung, Gesamtwochen, AuszeichnungChartplatzierungen (Jahr, Titel, Musiklabel, Platzierungen, Wochen, Auszeichnungen, Anmerkungen) | Höchstplatzierung, Gesamtwochen, AuszeichnungChartplatzierungen (Jahr, Titel, Musiklabel, Platzierungen, Wochen, Auszeichnungen, Anmerkungen) | Höchstplatzierung, Gesamtwochen, AuszeichnungChartplatzierungen (Jahr, Titel, Musiklabel, Platzierungen, Wochen, Auszeichnungen, Anmerkungen) | Anmerkungen                            |
| Jahr | Titel Musiklabel                                        | DE | AT | CH | UK | US | Anmerkungen                            |
| ---- | ------------------------------------------------------- | --- | --- | --- | --- | --- | -------------------------------------- |
| 2016 | Through the Years: The Best of Fray Epic Records (Sony) | — | — | — | UK— GoldUK | US77 (1 Wo.)US | Erstveröffentlichung: 4. November 2016 |

Weitere Kompilationen
- 2013: The Fray – The Collection

### EPs
- 2002: Movement
- 2003: The Reason
- 2009: iTunes Live from Soho
- 2009: Christmas EP
- 2012: Covers

### Singles
| Jahr | Titel Album                                 | Höchstplatzierung, Gesamtwochen, AuszeichnungChartplatzierungen (Jahr, Titel, Album, Platzierungen, Wochen, Auszeichnungen, Anmerkungen) | Höchstplatzierung, Gesamtwochen, AuszeichnungChartplatzierungen (Jahr, Titel, Album, Platzierungen, Wochen, Auszeichnungen, Anmerkungen) | Höchstplatzierung, Gesamtwochen, AuszeichnungChartplatzierungen (Jahr, Titel, Album, Platzierungen, Wochen, Auszeichnungen, Anmerkungen) | Höchstplatzierung, Gesamtwochen, AuszeichnungChartplatzierungen (Jahr, Titel, Album, Platzierungen, Wochen, Auszeichnungen, Anmerkungen) | Höchstplatzierung, Gesamtwochen, AuszeichnungChartplatzierungen (Jahr, Titel, Album, Platzierungen, Wochen, Auszeichnungen, Anmerkungen) | Anmerkungen                                                         |
| Jahr | Titel Album                                 | DE | AT | CH | UK | US | Anmerkungen                                                         |
| --- | ------------------------------------------- | --- | --- | --- | --- | --- | ------------------------------------------------------------------- |
| 2005 | Over My Head (Cable Car) How to Save a Life | DE83 (6 Wo.)DE | — | CH96 (1 Wo.)CH | UK19 Gold · (16 Wo.)UK | US8 Diamant + Platin · (42 Wo.)US | Erstveröffentlichung: 7. Oktober 2005 · + US: Gold (Mastertone)     |
| 2006 | How to Save a Life                          | DE45 ×2Doppelplatin · (10 Wo.)DE | AT46 (9 Wo.)AT | CH28 (27 Wo.)CH | UK4 ×4Vierfachplatin · (51 Wo.)UK | US3 ×5Fünffachplatin + Platin (Mastertone) · (58 Wo.)US                                                                                  | Erstveröffentlichung: 26. März 2006                                 |
| 2006 | Happy Xmas (War Is Over) –                  | — | — | — | — | US50 (2 Wo.)US | Erstveröffentlichung: 2006 Original: John Lennon                    |
| 2007 | Look After You How to Save a Life           | — | — | — | UK— GoldUK | US59 (10 Wo.)US | Erstveröffentlichung: 6. Februar 2007                               |
| 2008 | You Found Me The Fray                       | DE73 Gold · (5 Wo.)DE | AT64 (3 Wo.)AT | CH63 (7 Wo.)CH | UK35 Platin · (6 Wo.)UK | US7 ×7Siebenfachplatin · (39 Wo.)US | Erstveröffentlichung: 21. November 2008                             |
| 2009 | Never Say Never The Fray                    | — | — | — | UK— SilberUK | US32 ×2Doppelplatin · (20 Wo.)US | Erstveröffentlichung: 5. Mai 2009                                   |
| 2009 | Heartless The Fray (Deluxe Edition)         | — | — | — | — | US79 (1 Wo.)US | Erstveröffentlichung: 14. September 2009                            |
| 2011 | Heartbeat Scars and Stories                 | — | — | — | — | US42 Gold · (18 Wo.)US | Erstveröffentlichung: 11. Oktober 2011                              |
| 2013 | Love Don’t Die Helios                       | — | — | — | — | US60 Gold · (9 Wo.)US | Erstveröffentlichung: 15. Oktober 2013                              |
| Folgende Lieder erschienen nicht als Single, wurden aber durch das Album zum Download und Streaming bereitgestellt und konnten somit eine Platzierung erlangen: |                                             | | | | | |                                                                     |
| |                                             | | | | | |                                                                     |
| 2009 | Absolute The Fray                           | — | — | — | — | US70 (1 Wo.)US | Charteinstieg: 21. Februar 2009                                     |
| 2009 | Undertow Shock Value II                     | — | — | — | — | US100 (1 Wo.)US | Charteinstieg: 28. November 2009 Timbaland feat. The Fray & Esthero |

Weitere Singles
- 2007: All at Once
- 2010: Syndicate
- 2012: Run for Your Life
- 2014: Break Your Plans
- 2016: Singing Low

### Soundtrackbeiträge
- Transformers – Die Rache: Never Say Never
- Jumper: Look After You
- Scrubs – Die Anfänger: How to Save a Life (Staffel 5, Folge 20), She Is (Staffel 6, Folge 11)
- Grey’s Anatomy: How to Save a Life, Over My Head
- Brothers & Sisters: Never Say Never (Staffel 4, Folge 7)
- Vampire Diaries: Never Say Never (Staffel 1, Folge 1), How To Save A Life (Instrumentalversion, Staffel 2, Folge 1), Be Still (Staffel 3, Folge 20), Ungodly Hour (Staffel 4, Folge 2), Love don’t die (Staffel 5, Folge 11), Never Say Never (Staffel 8, Folge 16)
- Cold Case – Kein Opfer ist je vergessen: How to Save a Life
- One Tree Hill: How to Save a Life (Staffel 3, Folge 22), You Found Me (Staffel 6, Folge 16), Never Say Never (Staffel 6, Folge 18)
- The Lucky One: You Found Me
- CSI: Miami: Never Say Never (Staffel 9, Folge 8)
- Moonlight: Look After You
- Criminal Minds: Be Still (Staffel 7, Folge 20)
- Pretty Little Liars: Happiness (Staffel 1, Folge 1)
- Ugly Betty (Alles Betty): You Found Me (Staffel 3, Folge 23)
- Sturm der Liebe: Never say never (Staffel 18, Carolin und Vanessa)

## Auszeichnungen für Musikverkäufe
| Goldene Schallplatte - Australien - 2007: für die Single Over My Head (Cable Car) - 2009: für das Album The Fray - Dänemark - 2014: für das Streaming How to Save a Life - 2018: für das Album How to Save a Life - 2024: für die Single You Found Me - Italien - 2017: für die Single You Found Me - Kanada - 2007: für die Single Over My Head (Cable Car) - 2009: für das Album The Fray - Neuseeland - 2023: für das Album The Fray Platin-Schallplatte - Australien - 2007: für das Album How to Save a Life - 2007: für die Single How to Save a Life - Irland - 2007: für das Album How to Save a Life - Kanada - 2007: für das Album How to Save a Life - 2007: für die Single How to Save a Life - Neuseeland - 2023: für die Single Over My Head (Cable Car) - Spanien - 2024: für die Single How to Save a Life | 2× Platin-Schallplatte - Australien - 2011: für die Single You Found Me - Dänemark - 2023: für die Single How to Save a Life - Italien - 2019: für die Single How to Save a Life - Neuseeland - 2023: für das Album How to Save a Life - 2024: für die Single You Found Me 5× Platin-Schallplatte - Neuseeland - 2025: für die Single How to Save a Life |

Anmerkung: Auszeichnungen in Ländern aus den Charttabellen bzw. Chartboxen sind in ebendiesen zu finden.
| Land/RegionAuszeichnungen für Musikverkäufe (Land/Region, Auszeichnungen, Verkäufe, Quellen) | Silber     | Gold       | Platin       | Diamant  | Verkäufe   | Quellen              |
| -------------------------------------------------------------------------------------------- | ---------- | ---------- | ------------ | -------- | ---------- | -------------------- |
| Australien (ARIA)                                                                            | —          | 2× Gold2   | 4× Platin4   | —        | 350.000    | aria.com.au          |
| Dänemark (IFPI)                                                                              | —          | 3× Gold3   | 2× Platin2   | —        | 235.000    | ifpi.dk              |
| Deutschland (BVMI)                                                                           | —          | 2× Gold2   | 2× Platin2   | —        | 850.000    | musikindustrie.de    |
| Irland (IRMA)                                                                                | —          | —          | Platin1      | —        | 15.000     | irishcharts.ie       |
| Italien (FIMI)                                                                               | —          | Gold1      | 2× Platin2   | —        | 125.000    | fimi.it              |
| Kanada (MC)                                                                                  | —          | 2× Gold2   | 2× Platin2   | —        | 120.000    | musiccanada.com      |
| Neuseeland (RMNZ)                                                                            | —          | Gold1      | 10× Platin10 | —        | 277.500    | radioscope.co.nz NZ2 |
| Spanien (Promusicae)                                                                         | —          | —          | Platin1      | —        | 60.000     | elportaldemusica.es  |
| Vereinigte Staaten (RIAA)                                                                    | —          | 3× Gold3   | 22× Platin22 | Diamant1 | 33.500.000 | riaa.com             |
| Vereinigtes Königreich (BPI)                                                                 | 2× Silber2 | 3× Gold3   | 6× Platin6   | —        | 4.460.000  | bpi.co.uk            |
| Insgesamt                                                                                    | 2× Silber2 | 17× Gold17 | 52× Platin52 | Diamant1 |            |                      |